# Jacson Damasceno Rodrigues
Dom Jacson Damasceno Rodrigues CSSR (Manaus, 1 de setembro de 1948 — 16 de março de 1998) foi um bispo católico brasileiro.
Ordenado padre no dia 6 de agosto de 1978 em Manaus, recebeu a ordenação episcopal no dia 9 de março de 1997 em Manaus, das mãos de Dom Luiz Soares Vieira, Dom Gutemberg Freire Régis, CSSR e Dom Evangelista Alcimar Caldas Magalhães, OFM Cap.
Era bispo auxiliar da Arquidiocese de Manaus, bispo titular de Lamphua.

## Lema
Evangelizare et Evangelizari  (Evangelizare Pauperibus et a Pauperibus Evangelizari - Evangelizar os pobres e evangelizar-se por eles)